# Калкаман
Калкама́н (каз. Қалқаман) — село у складі Аксуської міської адміністрації Павлодарської області Казахстану. Адміністративний центр Калкаманського сільського округу.
Населення — 2848 осіб (2021; 3145 у 2009, 4286 у 1999, 7100 у 1989).
Станом на 1989 рік село мало статус смт, до 2005 року мало статус селища.